# Vranići (Travnik)
Pour les articles homonymes, voir Vranići.
Vranići (en cyrillique : Вранићи) est un village de Bosnie-Herzégovine. Il est situé dans la municipalité de Travnik, dans le canton de Bosnie centrale et dans la fédération de Bosnie-et-Herzégovine. Selon les premiers résultats du recensement bosnien de 2013, il compte 60 habitants.

## Démographie

### Évolution historique de la population dans la localité
| 1948 | 1953 | 1961 | 1971 | 1981 | 1991 | 2013 |
| ---- | ---- | ---- | ---- | ---- | ---- | ---- |
| -    | -    | 48   | 57   | 65   | 61   | 60   |

|  |

### Répartition de la population par nationalités (1991)
En 1991, les 61 habitants du village étaient tous Musulmans (bosniaques).